# Dzielec (Kotlina Żywiecka)
Dzielec – wzgórze o wysokości 416 m n.p.m. znajdujące się ok. 1 km na zachód od zabudowanych terenów Żywca i ok. 2,5 km na północ od terenów zabudowanych wsi Radziechowy w granicach administracyjnych tej wsi. Wzgórze usytuowane jest pomiędzy Rybnym Potokiem, który płynie po jego południowej stronie i rzeką Leśnianka od strony północnej.

## Historia

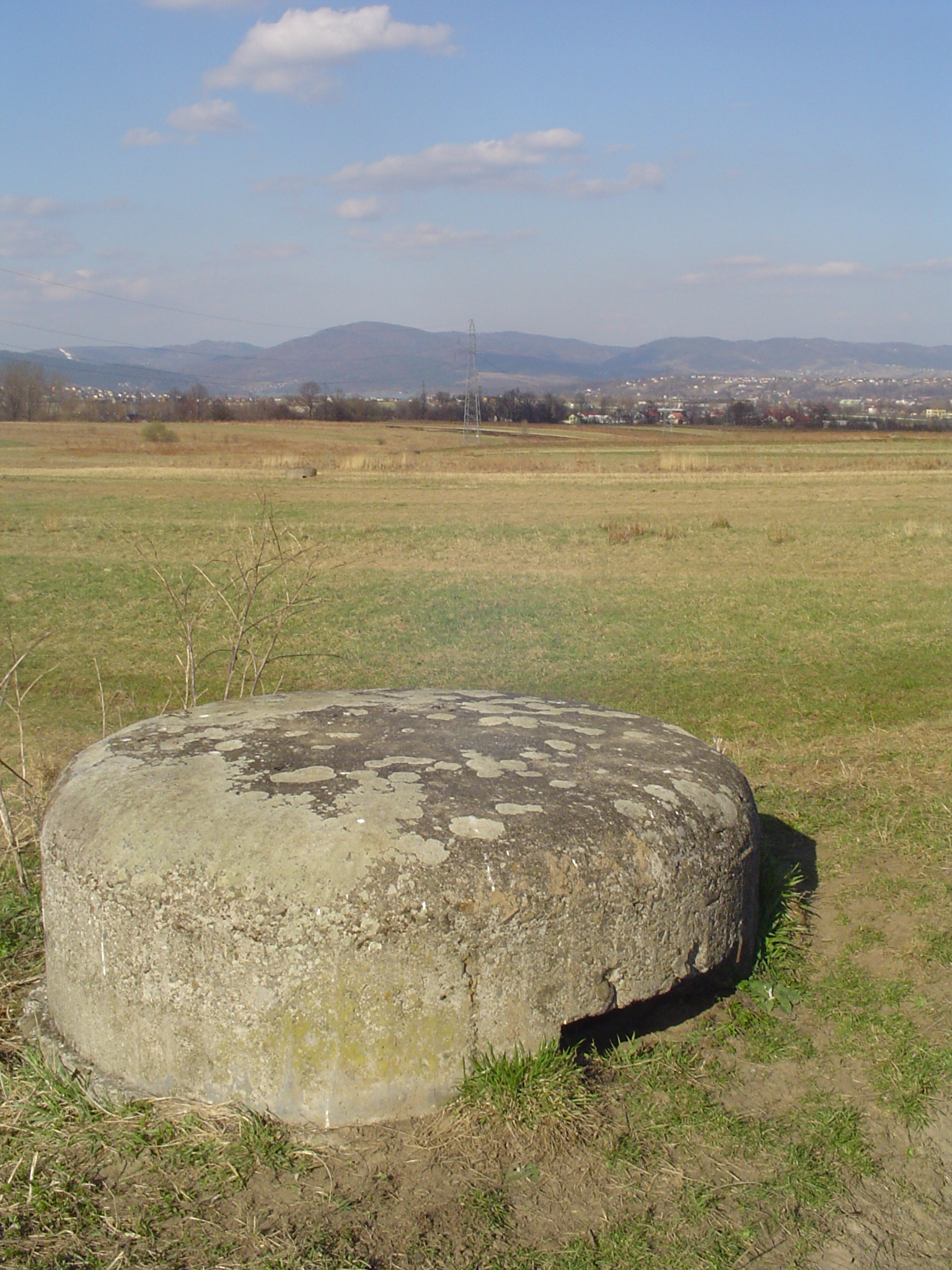
Bunkier u północnego podnóża Dzielca

U północnego podnóża tego wzniesienia, ok. 100 m od szczytu znajduje się mały bunkier, który był częścią umocnień obronnych wybudowanych przez Niemców przed zakończeniem II wojny światowej. Wpisuje się on w cały ciąg podobnych sobie bunkrów, które znajdując się w tym miejscu w linii północ-południe, leżą w odległości kilkuset metrów od siebie.